# Lokaltecken
Lokaltecken är ett äldre psykologiskt begrepp för de förnimmelseelement som möjliggör vår uppfattning av föremåls rumsliga förhållanden till varandra.
Begreppet infördes av Hermann Lotze under namnet Localzeichen. Han ansåg att synsensationerna i sig inte innehåller rumsbestämdhet, utan får detta i vår uppfattning på grund av de rörelsesensationer (muskelsensationer) eller ineffektiva rörelsetendenser, som regelbundet åtföljer varje synsensation. Dessa beror på behovet och benägenheten att rikta ögat på ett sätt så att ljusstrålarna från det observerade föremålet träffar det tydligaste seende området på näthinnan. Denna teori fick kritik av Hermann Ebbinghaus, Stephan Witasek med flera, som försvarade en nativistisk rumsteori och antog, att synsensationerna själva är kvalitativt olika alltefter de olika punkter på näthinnan, som träffats av synintrycket.
En mellanståndpunkt intog Wilhelm Wundt, som formulerat en teori om komplexa lokaltecken. Enligt denna hypotes skulle rumsuppfattningen vara resultatet av en sorts "psykisk kemism", en syntes mellan vissa kvalitativa bestämningar hos synsensationerna och de spännings- och känselsensationerna som följde på dessa, skilda genom olika grader av intensitet. Rumsbestämdheten skulle enligt Wundt inte kunna grundas på någondera sensationsarten på egen hand, utan komma till som något specifikt nytt vid deras syntes. Theodor Lipps bekämpade Lotzes lokalteckensteorin, men inte till förmån för en nativistisk uppfattning, utan han sökte genom en särskild anpassningsteori förklara rumsuppfattningens uppkomst hos människosläktet, låt vara att den i viss mån är medfödd hos individen. 
Inom den svenska litteraturen har Karl Reinhold Geijer lämnat en kritisk framställning av "Lotzes lära om rummet" (i Svensk tidskrift, 1880), och i Philosophische Monatshefte publicerade han senare "Darstellung und kritik der lotzeschen lehre von den localzeichen" (1885).